# ها نحن ذا (مسلسل تلفزيوني)
ها قد بدأنا (بالإنجليزية: Here We Go) هو مسلسل كوميدي بريطاني تدور أحداثه في بيدفورد. المسلسل من تأليف توم باسدن لهيئة الإذاعة البريطانية. المسلسل من بطولة جيم هويك، كاثرين باركنسون، أليسون ستيدمان وتوري ألين مارتن إلى جانب باسدن. عرضت الحلقة التجريبية عنوان الهرج والمرج، في 30 ديسمبر 2020، 
عُرضت السلسلة الأولى من المسلسل في عام 2022. وفي فبراير 2023، وقع عقد تجديد العرض لسلسلتين إضافيتين.

## طاقم التمثيل

### الشخصيات الرئيسية
- جيم هويك في دور بول جيسوب، والد سام وإيمي السيئ، وزوج راشيل
- كاثرين باركينسون في دور راشيل جيسوب، والدة سام وإيمي العصبية، وأخت روبن، وزوجة بول.
- أليسون ستيدمان في دور سو جيسوب، والدة بول المرحة
- توم باسدن في دور روبن، شقيق راشيل المضطهد
- توري ألين مارتن في دور شيري، خطيبة روبن المغرورة
- فريا باركس في دور إيمي جيسوب، ابنة بول وراشيل الساخرة، وأخت سام، وصديقة مايا.
- ميكا ريكيتس في دور مايا، صديقة إيمي المملة وغير الجديرة بالثقة
- جاك كريستو (2020) وجود كولي (2022–) في دور سام جيسوب، ابن بول وراشيل الرواقي، وشقيق إيمي والمصور.

### السلسلة 2 (2023)
عرضت السلسلة الثانية مكونة من سبع حلقات في عام 2023.

### السلسلة 3
تبث سلسلة ثالثة من سبع حلقات في تاريخ لم يحدد بعد.